# 学習漫画
学習漫画（がくしゅうまんが）とは、日本における漫画のジャンルの一つ。

## 概要
歴史やテクノロジー、経済など人々が学習する内容を文章表現ではなく漫画にすることで、読者が理解し易くしたものである。「漫（まん）」の字を現在小学校では学習しないため、実際の書籍では「学習まんが」と表記されることも多い。
児童・生徒向けのもの（即ち児童書）が主であったが、近年は大人向けのもの（実用書）も増えている。
学習漫画は「学習する」という性質上、制作委員会などを結成して内容の構成や方向性を決め、架空の人物・組織が登場することなどはあってもその目的を損なう加筆・脚色は許されない。委員会には取り上げるテーマに精通した大学教授や知識人が監修をするケースがほとんどである。
脚色を加えつつも源氏物語原典を忠実に再現した大和和紀の『あさきゆめみし』、横山光輝の『三国志』といった一部の歴史漫画には漫画としての価値が高いものとして認められるものもある。また、厳密には学習漫画（児童書）ではないが、漫画のストーリーに基づいた資格取得参考書（住宅新報社の「マンガでわかる資格試験シリーズ」等）や大学受験参考書なども発刊されている。元々学習漫画に近い制作背景を持つ擬人化キャラクター漫画『Axis powers ヘタリア』や『はたらく細胞』があり、両作品とも日本財団主催のプロジェクト「これも学習マンガだ!～世界発見プロジェクト～」に選定されている。
若年層が古典に触れるきっかけとして有用とされ、日本の学習漫画が翻訳され海外で出版される例もある。
アメリカ軍では、第二次世界大戦期に高等教育を受けておらず社会経験が少ない新兵向けの副読本として、任務中の注意点や生活規範などを解説した漫画（PS）が多数企画され、ウィル・アイズナーなどのコミック作家が請け負っていた。また兵器の整備手順などを解説したアニメーションも企画され、ウォルト・ディズニーなどが請け負っていた。

## 代表的な学習漫画
単行本化されているもの。タイトル後に著者（作画担当者）名が無い作品は基本的に巻毎に異なる作家が担当（オムニバス形式）。
基本的に、集英社は「学習漫画」、小学館は「学習まんが」、学研は「学研まんが」、角川書店は「まんが学習」の商標を用いているが、登録商標ではない。講談社はシリーズによって用いる名称が異なっている。

### 日本史
- 学習漫画 日本の歴史 第一期 （集英社）1968年 全12巻 絶版
  - 監修：和歌森太郎 作画：カゴ直利ほか
- 学研まんが 日本の歴史（学研）1975年　全17巻（初版は全16巻）紙書籍版は絶版だが電子書籍版は販売中
  - 監修：樋口清之 作画：伊東章夫、堀江卓、田中正雄、ムロタニツネ象ほか
- 学習まんが 少年少女 日本の歴史 （小学館）1981年  全22巻（初版は全20巻）
  - 監修：児玉幸多（1～19巻）、荒川章二（20～21巻） 解説：金谷俊一郎（22巻）
  - 作画：あおむら純（1～21巻）、森本一樹（22巻）
  - 編集担当：柏原順太[3]・八巻孝夫ほか[4]
  - 80年代のまんが日本史ブームの発端となる。2018年時点でシリーズ累計2000万部以上を発行する[5]。
- 学習漫画 日本の歴史 第二期 （集英社）1982年 全18巻 絶版
  - 監修：笠原一男 作画：久松文雄、芝城太郎ほか
- まんが日本の歴史（大月書店）1986年 全12巻
  - 監修：加藤文三ほか 作画：向中野義雄
- 新まんが日本史（学校図書）1988年 全3巻
  - 監修：鳥海靖 作画：巴里夫
- まんがで学習 年表日本の歴史（あかね書房）1988年 全5巻
  - 監修：平野英雄 作画：カゴ直利、ムロタニツネ象、田中正雄ほか
- マンガ日本の歴史 （中央公論新社・中央公論社）1989年
  - 作:石ノ森章太郎 （ハードカバー版：全48巻＋現代篇全7巻＝55巻、中公文庫版・石ノ森章太郎萬画大全集版：全55巻）　
  - 子供向けが主流だったそれまでの学習漫画と異なり、一般層向けに日本の歴史を漫画で精巧に描いた。シリーズ累計で800万部以上を売り上げ、80年代のまんが日本史ブームの集大成となった。
  - 各巻ごとに担当スタッフが明記されており、例を挙げると南北朝時代編の18・19巻では原案を村井章介・脚本を仲倉重郎 が手掛けている[6]。また40巻以降ではシュガー佐藤が作画協力をしている。
  - 発行順は縄文時代末期～明治時代初期編、旧石器・縄文時代編、明治中期～昭和時代の終わりまでを描いた「現代篇」となっている。
  - また石ノ森は本作終了後、同じ中央公論社が手掛けた『マンガ日本の古典』シリーズで『古事記』上巻を漫画化している（マンガ日本の古典1『古事記』　1996年）。
- ドラえもんの学習シリーズ ドラえもんの社会科おもしろ攻略　日本の歴史がわかる 1994年 全2巻
  - 指導：日能研
- 学習漫画 日本の歴史 第三期 （集英社）1998年 全20巻（文庫版全10巻）
  - 監修：岡村道雄ほか 作画：岩井渓、森藤よしひろ、井上大助、荘司としおほか
- マンガ 日本の歴史がわかる本（三笠書房）1998年 全3巻（のちに文庫化）
  - 監修：小和田哲男　作画：小杉あきら
- まんがで学習 日本の歴史（成美堂出版）2002年 全5巻 
  - 監修：小和田哲男 作画：岡本正明
- コミック版その時歴史が動いた（集英社）2002年
  - NHKの番組「その時歴史が動いた」のコミカライズ版。通史ではない。
- 日本の歴史 きのうのあしたは……（朝日学生新聞社）2010（連載は2006～） 全7巻
  - 作：つぼいこう
- スタディスタジアム （旺文社）2010年 全3巻
  - 編：佐鳴予備校 原作：新井強志 作画：あさみわかな
- 学研まんが NEW日本の歴史 2012年 全12巻
  - 監修：大石学
- ドラえもんの学習シリーズ ドラえもんの社会科おもしろ攻略 日本の歴史　2013年 全3巻
  - 監修：浜学園
- 角川まんが学習シリーズ 日本の歴史（角川書店）2015年 全15巻
  - 監修：山本博文
- 学習まんが はじめての日本の歴史 （小学館）2015年 全15巻
  - 監修：山本博文ほか
- 学習漫画 日本の歴史 第四期 （集英社）2016年 全20巻 [7]
  - 監修：設楽博己、仁藤敦史、高橋典幸、松方冬子、鈴木淳、古川隆久、安田常雄
- 歴史漫画タイムワープシリーズ 日本史BOOK 朝日新聞出版 2016年 通史編全14巻・テーマ編既刊5巻 ※発刊当初のタイトルは『歴史漫画サバイバルシリーズ』。
  - 監修：河合敦　ストーリー：チーム・ガリレオ
- 日本史探偵コナン（小学館）2017年 全12巻
- 講談社 学習まんが 日本の歴史（講談社）2020年 全20巻
  - 作画：寺沢大介、井上正治、池沢理美ほか
- ウケるゴロ合わせ《日本史編》 イヤでも覚える基本重要事項98（文響社）2023年[8]
  - 監修：本郷和人 作画：瀬川サユリ

### 世界史
- 学習まんが 世界の歴史（中央公論新社）1983年 全15巻 絶版
  - 監修：手塚治虫ほか
- 学習漫画 世界の歴史　第一期 (集英社) 1986年 全16巻 絶版
  - 監修：木村尚三郎　作画：古城武司、久松文雄
- まんがで学習　年表世界の歴史（あかね書房）1989年　全5巻
  - 監修：宮崎正勝 作画：カゴ直利、ムロタニツネ象、堀江卓ほか
- 学研まんが 世界の歴史（学研）1992年 全15巻 
  - 監修：長澤和俊 作画：ムロタニツネ象
- 学習漫画 世界の歴史 第二期 (集英社)　2002年 全20巻[9]（文庫版全10巻）
  - 監修：河原温ほか 作画：岩井渓、井上大助ほか
- マンガ 世界の歴史がわかる本（三笠書房）2009年 全3巻[10][11][12]
  - 監修：綿引弘 　作画：小杉あきら／ほしのちあき
- 学研まんが NEW世界の歴史（学研）2016年 全12巻
  - 監修：近藤二郎 作画：加藤広史、かんようこほか
- 歴史漫画タイムワープシリーズ 世界史BOOK 朝日新聞出版 2019年 既刊2巻
  - 監修：河合敦　ストーリー：チーム・ガリレオ
- 小学館版 学習まんが 世界の歴史 全17巻＋別巻4巻[13]
  - 編集協力：山川出版社
- 角川まんが学習シリーズ 世界の歴史（角川書店）2021年 全20巻[14]
  - 監修：羽田正
  - 別巻『まるわかり地域史』（2022年 全1巻）あり
- 学習まんが 世界の歴史（集英社）2024年 全18巻
  - ISBN 978-4-08-249932-7[15]

### 中国史
- マンガ 中国の歴史（中央公論社）1986年 全12巻 絶版
  - 監修:手塚治虫・陳舜臣　シナリオ：武上純希
- 学習漫画 中国の歴史（集英社）第一期　1987年　全10巻 絶版
  - 監修:長澤和俊　作画：貝塚ひろし
- 学習漫画 中国の歴史（集英社）第二期　2006年 全10巻
  - 監修:春日井明・川勝守 作画:岩井渓ほか

### アメリカ史
- マンガ アメリカの歴史（中央公論社）1987年 全12巻 絶版
  - 監修:手塚治虫・猿谷要　シナリオ：武上純希

### 人物伝
特定の人物を取り上げるシリーズ。
- 学研まんが 人物日本史（学研）1978年
  - 刊行当初は全12巻、のち全37巻、現行は全21巻
- 学研まんが 伝記シリーズ 1978年
- 学研まんが NEW日本の伝記（学研） 2015年
- 学研まんが NEW世界の伝記（学研） 2015年
- 少年少女 人物日本の歴史（小学館学習まんがシリーズ）1984年
  - 作:あおむら純、小井土繁他　全25巻　絶版　一部の内容は「小学館版学習まんが ドラえもん人物日本の歴史」に引き継がれた[16]。
- 学習まんが人物館（小学館）1996年 51巻
- 伝記世界の偉人（中央公論社）1985年 全17巻
  - 監修：手塚治虫
- ロマンコミックス 人物日本の女性史（世界文化社） 1985年 全30巻
- 学習まんが物語　人物日本の歴史（国際情報社）1985年 全15巻(45冊）＋別巻1巻
- 学習まんが物語　人物世界の歴史（国際情報社）1986年 全15巻(45冊）＋別巻1巻
- 学習漫画 日本の伝記（集英社）1987年 全18巻
- 学習漫画 世界の伝記（集英社）1989年 全40巻＋別巻1巻 監修野田暉行 木村尚三郎　藤原英司 奥本大三郎他：漫画高瀬直子他
- 学習漫画 世界の伝記NEXT（集英社）2010年 33巻
- まんが人物日本の歴史 （朝日新聞社）1998年
  - 作：つぼいこう 朝日小学生新聞連載漫画を加筆のうえ単行本化。全8巻
- 日本人物史 れは歴史のれ（朝日学生新聞社）2013年 全4巻
  - 作画：つぼいこう
- コミック版日本の歴史（ポプラ社） 2007年
- コミック版世界の伝記（ポプラ社） 2011年[17]
- 漫画でよめる! シリーズ（講談社）2013年
- 角川まんが学習シリーズ まんが人物伝（角川書店） 2017年[18]

### 理科系
- なぜなぜ理科学習漫画・全12巻（集英社刊）
  - 初版1963年で、1971年まで版を重ねたロングセラー。版ごとに細かく内容が改訂されており、例えば天体現象や宇宙開発を扱う第一巻『ひらけいく宇宙』では、1969年のアポロ計画による月面着陸成功を受けて、月旅行の内容をアポロ計画を取り入れた内容に改訂している。1972年頃に、別漫画作者で再刊されている。
  - 初版
    - 第1巻『ひらけいく宇宙 : 天体の動き/人工衛星』（伴憲三郎 立案・指導、若月てつ 漫画）[19]
    - 第2巻『やさしい天気教室 : 自然の変化』（岡虎夫 立案・指導、宮坂栄一 漫画）[20]
    - 第3巻『生きている地球 : 自然の変化』（桜田光男 立案・指導、竹山のぼる 漫画）[21]
    - 第4巻『植物の世界 : 植物の生活』（伴憲三郎 立案・指導、伊藤民男 漫画）[22]
    - 第5巻『動物の王国 : 動物の生活』（本間富治 立案・指導、太田じろう 漫画）[23]
    - 第6巻『虫の国をたずねて : 昆虫の生活』（両角亮治 立案・指導、中沢しげお 漫画）[24]
    - 第7巻『魚・貝のふしぎ : 水中動物の生活』（石井定男 立案・指導、西沢まもる 漫画）[25]
    - 第8巻『鳥の博物館 : 鳥の生活』（坂本尚敏 立案・指導、和知三平 漫画）[26]
    - 第9巻『人体の神秘 : 健康な生活』（高木藤樹 立案・指導、入江しげる 漫画）[27]
    - 第10巻『光・音・熱の魔術師』（本間富治 立案・指導、秋玲二 漫画）[28]
    - 第11巻『機械の実験室 : 機械と道具』（小川格 立案・指導、山内竜臣 漫画）
    - 第12巻『自然と原子の驚異 : 自然の保護と利用／原子力』（田中三郎 立案、寺尾知文 漫画）
- ひみつシリーズ
  - 1972年のシリーズ開始以来、累計2000万部以上の売上を誇った人気シリーズ。
    - コロ助の科学質問箱 内山安二著
    - できる・できないのひみつ 内山安二著
    - からだのひみつ 井上大助著[29]
    - 1年366日のひみつ 大橋よしひこ著[30]
    - 食べ物のひみつ 富士山みえる著[31]
- こんにちはマイコン
  - すがやみつる著、小学館発行。小学館漫画賞児童部門受賞の学習漫画。ゲームセンターあらしのキャラクターがマイコンのしくみを学んでいく。
- まんがサイエンス
  - あさりよしとお著。学研教育出版（現・学研プラス）発行の雑誌『5年の科学』および『6年の科学』などで連載されていた科学学習漫画。第16回文化庁メディア芸術祭マンガ部門審査委員会推薦作品。
- 理論社のまんがシリーズ
  - たかしよいち原作、吉川豊漫画、出版社は理論社。「まんが化石動物記」、「まんが世界ふしぎ物語」、「まんが世界なぞのなぞ」、「まんが人間の歴史」、「まんが生命のふしぎ物語」などがある。一部は新書サイズのフォア文庫で再発。
- 科学漫画サバイバルシリーズ
  - 韓国で制作された学習漫画シリーズ。フルカラー作品。日本の発行元は朝日新聞出版。日本版は2008年から刊行。
- 科学学習まんがクライシスシリーズ
  - 上記サバイバルシリーズのヒットに影響を受けたと思われる小学館の学習漫画。フルカラー作品。2015年創刊。
- 科学ふしぎクエスト（学研プラス）
  - 上記サバイバルシリーズのヒットに影響を受けたと思われる学研の学習漫画。フルカラー作品。2015年創刊。
- 講談社の動く学習漫画 MOVE COMICS
  - 2015年に「講談社の動く図鑑 MOVE」からの派生レーベルとして創刊。モノクロ作品だが、口絵はフルカラー。各巻ともDVDが付録になっており、NHKエンタープライズ制作の映像を収録している。
- 角川まんが科学シリーズ
  - 空想科学学園シリーズ（ISBN 9784041122068）[32]
    - 熱血！エネルギー編
    - 突撃！人のからだ編
    - すごいぞ！ぼくらの地球編
    - 解明！化学のふしぎ編

  - どっちが強い!? 宇宙アドベンチャー
    - 1.宇宙探査・飛行士編（ISBN 9784041128718）[33]
    - 2.銀河系・宇宙空間編（ISBN 9784041128725）[34]

  - どっちが強い!?[35]
    - どっちが強い!? からだレスキュー(４) 免疫バトル編（ストーリー： レッドコード、まんが： ホットブラッドソウルズ、2023年、ISBN 9784041122075）[36]
    - どっちが強い!?A（３） 海賊船の野望をあばけ（ストーリー： スライウム、まんが： エアーチーム、2023年、ISBN 9784041132401）[37]
    - どっちが強い!? マサイキリンvsサバンナシマウマ 草食獣キック王者バトル（ストーリー： ジノ、まんが： ブラックインクチーム、2023年、ISBN 9784041135358）[38]
    - どっちが強い!? コブハクチョウvsオオカモメ 水鳥のパワフル空中対決（ストーリー： スライウム、まんが： ブラックインクチーム、2023年、ISBN 9784041135365）[39]
    - どっちが強い!? ジャコウウシvsヘラジカ 超ド級の角突きバトル（ストーリー： タダタダ、まんが： ブラックインクチーム、2023年、ISBN 9784041135372）[40]
    - どっちが強い!?A（4） 学園崩壊カウントダウン（ストーリー： レッドコード/べオン、まんが： エアーチーム、2023年、ISBN 9784041139288）[41]
    - どっちが強い!? からだレスキュー(５) 記憶メカニズム編（ストーリー： レッドコード/ヴェズィル、まんが： ホットブラッドソウルズ、2023年、ISBN 9784041122099）[42]
    - どっちが強い!?A（5） 真夜中のゾンビ大反乱（ストーリー： スライウム、まんが： エアーチーム、2024年、ISBN 9784041145289）[43]
    - どっちが強い!? カナダカワウソvsアメリカビーバー ツメと牙のガジガジ大勝負（ストーリー： ジノ、まんが： ブラックインクチーム、2024年、ISBN 9784041144770）[44]
    - どっちが強い!? からだレスキュー(６) 練習・トレーニング編（ストーリー： フロッグ、まんが： ホットブラッドソウルズ、2024年、ISBN 9784041122082）[45]

### 産業・職業を題材とするもの
- 学習に役立つマンガの本 シリーズ（ポプラ社）
  - 1991年から1992年に20巻刊行。
- 学習漫画早わかり! シリーズ（集英社）
  - 1995年から1998年にかけて10巻刊行。
- 知りたい!なりたい!職業ガイド（ほるぷ出版）
  - ヴィットインターナショナル編。1997年から2010年にかけて79巻刊行。1巻につき同系統の3つの職業を取り上げている。
- 学研まんがでよくわかるシリーズ（学研教育出版）
- コミック版 プロジェクトX〜挑戦者たち〜（宙出版）
- ジュニア版まんが プロジェクトX〜挑戦者たち〜（宙出版）
  - 2004年から2005年にかけて刊行。プロジェクトX〜挑戦者たち〜のエピソードをコミカライズしたもの。ジュニア版はハードカバーでルビ入り。
- まんがで読む仕事ナビ シリーズ（ポプラ社）

### 地理を題材とするもの
- サイエンス君の世界旅行(さ・え・ら書房)
  - 第7回小学館漫画賞（1961年度）受賞。全4巻

### 政治を題材とするもの
- 早わかり！国会のしくみ
  - 宮原ナオ漫画、土井たか子監修、集英社、1995年刊、ISBN 978-4-08-288041-5[46]
- こどもナルホド政治学 マンガで発見!君が社会を良くする方法
  - トリバタケハルノブ漫画、鈴木文矢監修、2022年刊、ISBN 9784904188682[47]
- のびーる社会 政治のしくみ
  - ブラックインクチーム漫画、篠塚昭司監修、2024年刊、ISBN 9784041127735[48]

### 歴史以外の教科学習を内容とするもの
- まんが音楽事典（音楽之友社）1983年刊
  - 音楽家の人名を除いた、音楽用語の意味を簡潔に説明している。浜田貫太郎 、水野良太郎、松本覚、前川かずおが挿絵を担当。
- 満点ゲットシリーズ（集英社）
- 小学館学習まんがシリーズ（小学館）
  - 国語・理科系統のテーマで名探偵コナン（特別編）やドラえもんなどのキャラクターを用いたシリーズ。
- 新マンガゼミナール（学研）
  - 大学受験向け学習漫画（厳密には受験参考書）シリーズ。

### 子ども向けに幅広い内容をテーマとするもの
- 学習まんが　ふしぎシリーズ（小学館）
  - 1979年10月にシリーズ開始。理系、文系、工作、手芸、料理、釣り、野外遊び、なぞなぞ、迷路、など。
- 学研まんが事典シリーズ（Gakken）
  - 世界の冒険・探検事典 - 1986年、楠高治、ISBN 9784051017569[49]
  - 俳句・川柳ひみつ事典 - 1988年、阿木二郎、ISBN 9784051045562[50]
  - 日本史できごと365日事典 - 1989年、横田とくお、ISBN 9784051034085[51]
  - 地球環境用語大事典 - 1991年、山口太一、ISBN 9784051055493[52]
  - 試験に強くなる漢字熟語事典 - 1991年、（共著）楠高治/関口たか広/田代しんたろう/横田とくお、ISBN 9784051055509[53]
  - 食べ物はじまり事典  - 1992年、（共著）内山安二/山田えいし/今村洋子/小田悦望/つがる団平、ISBN 9784051034061[54]
  - 大音楽家伝記事典 - 1992年、（共著）伊藤良子/江田二三夫/堀江卓/山口太一、ISBN 9784051057206[55]
- おもしろ学習シリーズ（西東社）[56]
  - まんが ことわざ大辞典 - 2015年、ISBN 9784791623327[57]
  - まんが 百人一首大辞典 - 2015年、ISBN 9784791623433[58]
  - まんが日本の歴史人物事典 - 2016年、ISBN 9784791625390[59]
  - まんが 四字熟語大辞典 - 2017年、ISBN 9784791625697[60]
  - まんが 戦国武将大事典 - 2017年、ISBN 9784791625734[61]
  - まんが 10才までに覚えて差がつく言葉大辞典1070ISBN 9784791626847[62]
  - まんが都道府県大事典 - 2018年、ISBN 9784791627202[63]
  - まんが 世界の国大事典 - 2019年、ISBN 9784791627639[64]
  - まんが 世界の歴史人物事典 - 2019年、ISBN 9784791627622[65]
  - まんが 10才までに覚えて差がつく英語 - 2020年、ISBN 9784791627004[66]
  - まんが 10才までの 頭がよくなる 算数パズル305 - 2020年、ISBN 9784791629039[67]
  - 完全版 日本の歴史人物大事典 - 2020年、ISBN 9784791630363[68]
  - 完全版 ことわざ・四字熟語・慣用句大辞典1120 - 2021年、ISBN 9784791630202[69]
  - まんがとゴロで 楽しく覚えて忘れない 小学漢字1026 - 2022年、ISBN 9784791630196[70]
  - まんが 日本の歴史大事典 - 2023年、ISBN 9784791631940[71]
  - まんが 47都道府県大事典 - 2023年、ISBN 9784791632060[72]
  - まんが 言葉のチカラがぐーんと伸びる 語彙力大全 - 2024年、ISBN 9784791632695[73]

### 大人向けに一般教養的な内容をテーマとするもの
- マンガ日本経済入門
  - 石ノ森章太郎著。日本経済について分かりやすく漫画化したもの。大人向けの学習漫画として話題を呼んだ。
- マンガでわかるシリーズ[74]
  - オーム社から発行している理工学専門学習漫画シリーズ。「The Manga Guide to-」というタイトルで海外でも出版されている。
- 大人のひみつシリーズ（学研）[75]
  - からだのひみつ[76]

### 古典作品を内容とするもの
- マンガ日本の古典 （中央公論新社・中央公論社）1996年
- 学研まんが日本の古典（学研）
- まんがで読破（イースト・プレス）
- マンガで楽しむ古典（ナツメ社）
- まんがでわかる、まんがで人生が変わる（三笠書房）

### 漢字をテーマとするもの
- 学校ふしぎクラブと言葉の国（飛鳥新社）
  - 篠崎カズヒロ漫画、北田瀧構成、2018年刊、ISBN 9784864105859[77]
- のびーる国語 使い分け漢字（KADOKAWA）
  - ブラックインクチーム漫画、大村幸子監修、2022年刊、ISBN 9784041114964[78]

### ことわざをテーマとするもの
- マンガで分かることわざ・故事成語（少年画報社）[79]
  - EDO漫画、ゆうきゆう原作、2021年刊、上：ISBN 9784785969981／下：ISBN 9784785969998

### 性教育をテーマとするもの
- おとなへの出発 十代―心とからだの変化（学習研究社）
  - 作画：あしべゆうほ、著：奈良林祥、1974年刊行[80][81]
- 愛ってなんだろう（コミック版 語ろうよこころ・からだ・いのち 岩崎書店）
  - 作画：木村郁代、著：北沢杏子、1989年刊行。中高生の自我と性教育を扱った「語ろうよこころ・からだ・いのち」シリーズの番外編として上下巻が刊行。2000年まで重版された。
- まんがで読む・ひとびとの生と性（ポプラ社）
  - 監修：山本直英・高柳美知子、2000年刊行（全5巻）
- おとな図鑑―男の子って？女の子って？（小学館）
  - 作画：山辺麻由、監修・解説：高柳美知子、2003年刊行[82]

## 学習雑誌
学習漫画を主体に構成する雑誌
- 週刊マンガ日本史（朝日新聞出版）2009年 全50号、週刊新マンガ日本史 全50号
  - 総合監修：河合敦
- 週刊マンガ世界の偉人（朝日新聞出版）　全80号
- 週刊そーなんだ!（デアゴスティーニ・ジャパン）
- GAKUMANplus（2011年11月号で休刊）

## その他の印刷媒体の漫画
単行本未収録のもの。
- 日本はみ出し人物列伝
  - 作画:真崎守、原作:平見修二、学習研究社5年の科学連載（単行本未収録）
    - 『華岡青洲の巻』 - 1972年5月号 - 6月号[83]（華岡青洲を採り上げた）
    - 『石の狩人』 - 1972年7月号 - 9月号（小沢孝太郎、相沢忠洋、直良信夫を採り上げた）
    - 『空気をのぼった男』 - 1972年10月号 - 12月号[84]（伊藤音次郎を採り上げた）

## アニメ
学習漫画を基にアニメ化した作品。
- まんが日本史 (日本テレビ)
- まんが日本史 (NHK)
- ドタンバのマナー
- マンガ日本経済入門
- おもいっきり科学アドベンチャー そーなんだ!
- 科学×冒険サバイバル!

オリジナルの学習・教養系アニメ
- キリンものしりシリーズ
- ほかほか家族
- まんが偉人物語
- まんがことわざ事典
- ことわざハウス
- ことわざクラブ[要出典]
- 親子クラブ
- まんがはじめて物語
- まんがどうして物語
- まんがなるほど物語
- まんがはじめて面白塾
- 21世紀まんがはじめて物語
- マリー&ガリー
- まんがで読む古典
- ミームいろいろ夢の旅
- タイムトラベル少女〜マリ・ワカと8人の科学者たち〜

海外の学習・教養系アニメ
- マジック・スクール・バス
- アニメ 世界偉人伝